# Matched betting
Matched betting (známo také pod názvem sázení bez rizika, dvojité sázení či oboustranné sázení) je technika sázení, která používá k docílení zisku uvítací bonusy a bonusové sázky zdarma (které hráčům nabízí sázkové kanceláře). Tento typ sázení je považován [kým?] za bezrizikový, jelikož je založený na sázení na všechny možné výsledky určitého zápasu s jistým výnosem. Jelikož se nejedná o hazard,[zdroj?] lze vydělat na každé nabídce sázkových kanceláří.

## Princip sázení
Princip sázení metodou matched betting je založen na sázení na všechny výsledky určitého zápasu. U sázkové kanceláře, která poskytne uvítací bonus či jinou nabídku volné sázky s příhodnými podmínkami je zapotřebí vsadit na určitý výsledek zápasu. Ihned poté je zapotřebí vsadit na opačný výsledek stejného zápasu na tzv. betting exchange (nejde o typickou sázkovou kancelář, ale trh sázek). 
Online betting exchange poskytovatelé se stali oblíbenými v posledních letech, protože dovolují uživatelům sázet proti sobě a umožňují umístit sázku na výhru i na nevýhru určitého sportovního týmu v zápase.

## Způsob sázení a výpočty sázek
Existuje několik způsobů, jakými lze při matched bettingu postupovat – automatický, asistovaný a manuální.

### Automatický
Automatický systém sázek je software, který automaticky skenuje kurzy u všech sázkových kanceláří, a kalkuluje správnou výši sázek pro kvalifikační i bonusovou sázku tak, aby dosáhl co nejvyššího zisku. Systém poté sám vsadí nebo poskytne uživateli instrukce, jak sázku provést. Automatické systémové a software řešení je zpravidla možné získat po zakoupení programu za značnou sumu.

### Asistovaný
Asistovaný matched betting je způsob, který je postaven na webové stránce s návody, srovnávačem kurzů a kalkulačkou. Porovnávače kurzů nabídnou uživatelům vhodné zápasy na sázení a kalkulátor vypočte správnou výši sázky. Webové stránky zpravidla obsahují návody, jak krok za krokem dosáhnout zisku na dané nabídce sázkové kanceláře.

### Manuální
Manuální matched betting je když sázející sám hledá nabídky, srovnává zápasové kurzy a vypočítává správnou výši sázek. Tento způsob je značně časově náročný a vyžaduje velmi dobrou znalost způsobu výpočtu kurzů a kalkulování sázek.[zdroj?]

## Rizika a příklady
Matched betting je považován [kým?] za zcela bezrizikový, jelikož se sází vždy na všechny možné výsledky zápasu a využívá se bonusů, které zdarma poskytly sázkové kanceláře.

### Příklad sázení
Tento příklad využívá náhodně zvolená čísla.
Sázková kancelář X nabízí bonus typu free bet ve výši £10. Nejdříve však musí uživatel umístit sázku ve výši £10 u sázkové kanceláře X aby se pro free bet kvalifikoval.
Sázkové kanceláře obvykle vyžadují aby uživatelé udělali kvalifikační sázku předtím než obdrží bonus.
- Kvalifikační sázka

Při dodržení návodu a použití kalkulátoru k výpočtu výše sázek ví sázející kolik přesně vydělá či prohraje na kvalifikační sázce, ať zápas dopadne jakkoliv. U kvalifikační sázek dochází zpravidla k menší prohře (obvykle ve výši 1-5 % hodnoty bonusu), v tomto případě dojde ke ztrátě -£1. Pokud jsou kurzy pro sázejícího příhodné, může dojít i k menšímu zisku. Umístěním kvalifikační sázky se však sázející kvalifikoval pro získání sázky zdarma, která je vždy zisková.
- Bonusová sázka

V druhém kroku se používá bonusová sázka zdarma, kterou uživatel obdržel od sázkové kanceláře. Nyní vsadí £10 u sázkové kanceláře X na to, že Francie zvítězí. Opět vsadí zároveň i na exchange webu na to, že Francie nezvítězí (tedy že prohraje či nastane remíza).
Díky matematickému modelu matched betting sázení na identické zápasy a opačné výsledky dojde k zisku vždy, nehledě na výsledek utkání. V tomto příkladě by zisk z bonusové sázky dosáhl £8. Po započtení menší ztráty či zisku z kvalifikační sázky se vypočte celkový zisk z bonusu, v tomto případě by to bylo £8 - £1 = £7 čistý zisk.

## Reakce sázkových kanceláří
Mluvčí sázkové kanceláře William Hill v publikovaném rozhovoru naznačil, že sázkové kanceláře s tímto typem sázení nemají problém. Sázkové kanceláře musejí bonusové sázky nabízet, aby přilákaly nové uživatele a udržely stávající.

## Reakce sázejících
V internetových diskusích nepopírají [kdo?] sázející bezrizikovost, upozorňují však na časté překážky, časovou náročnost a nevelkou praktickou výnosnost.

## Zdanění výher
Výhry z matched bettingu a dalších typů sázek jsou v současné době osvobozeny od daně jak ve Spojeném království, tak v České republice.[zdroj?]

## Terminologie
- Betting Exchange

Online sázková kancelář, která umožňuje uživatelům sázet mezi sebou. Tyto weby umožňují vsadit na vítězství i nevítězství (prohru či remízu) v zápasu.
- Back sázka

Sázka u sázkové kanceláře na výsledel určitého zápasu (vítězství či remíza). Tyto sázky nabízí všechny běžné sázkové kanceláře i betting exchange.
- Lay sázka

Sázka na exchange webu na volbu výsledku určitého zápasu (nevítězství či neremíza). Tyto sázky lze umístit jen na betting exchange webech.
- Sázka vrácena (Stake Returned - SR)

Je-li tato sázka vítězná, je vrácena na účet uživatele spolu se ziskem. Například sázka ve výši £5 při kurzu 5.0 získá £25 - £20 výhra plus £5 původní sázka.
- Sázka není vrácena (Stake Not Returned - SNR)

Je-li tato sázka vítězná, není vrácena na účet uživatele spolu se ziskem. Například sázka ve výši £5 při kurzu 5.0 získá pouze £20.
- Kvalifikační sázka

Sázka, kterou je nutné u sázkové kanceláře uzavřít, aby uživatel mohl dostat sázku zdarma.
- Protočení (wagering)

Specifické instrukce, které musejí být dodrženy pro získání sázky zdarma či odemčení možnosti vybrat zisky na bankovní účet. Ty mohou zahrnovat minimální počet kvalifikačních sázek, minimální kurzy apod.

## Další poznámky
- Betting exchange weby si účtují provizi z výher.[zdroj?]
- Sázky zdarma mohou mít určité podmínky získání. Například sázková kancelář může požadovat, kvalifikační sázku s kurzem minimálně 2.0 či vyšším.[4]